# Neuwiller
Neuwiller – miejscowość i gmina we Francji, w regionie Grand Est, w departamencie Górny Ren.
Według danych na rok 1990 gminę zamieszkiwały 533 osoby, 143 os./km².